# Microbalance piézoélectrique
Pour les articles homonymes, voir balance.
Une microbalance piézoélectrique permet de mesurer des masses très faibles en mesurant le changement de fréquence associé d'un cristal piézoélectrique. En raison de son excellent facteur de qualité, le quartz est le matériau le plus utilisé pour ce système de mesure. On parle alors de microbalance à cristal de quartz (en anglais Quartz crystal microbalance ou QCM).
Le principe est le suivant : un cristal piézoélectrique subit une oscillation à la suite d'une stimulation piézoélectrique appliquée par des électrodes. La fréquence de résonance du cristal est corrélée à sa masse. Tout ajout ou retrait de masse provoque un glissement de la fréquence de résonance ; en mesurant cette différence de fréquence {\displaystyle \Delta f}, on peut calculer la différence de masse {\displaystyle \Delta m} grâce à la relation de Sauerbrey :
{\displaystyle \Delta f={-2\Delta mf_{0}^{2} \over A{\sqrt {\rho _{q}\mu _{q}}}}}
où {\displaystyle f_{0}} est la fréquence de résonance intrinsèque du cristal, {\displaystyle A} la surface active du cristal (entre les électrodes), {\displaystyle \rho _{q}} la densité du matériau (par exemple le quartz) et {\displaystyle \mu _{q}} le module de cisaillement du matériau.
La mesure du glissement de la fréquence est très précise. Ce système permet donc de mesurer des différences de masse très faibles. En biologie, ce système permet par exemple de mesurer le dépôt de cellules sur le cristal.

## Pour approfondir